# 西田井站

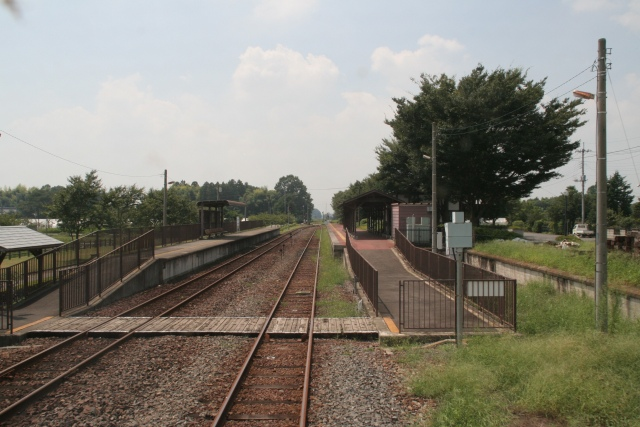
月台（2007年8月）

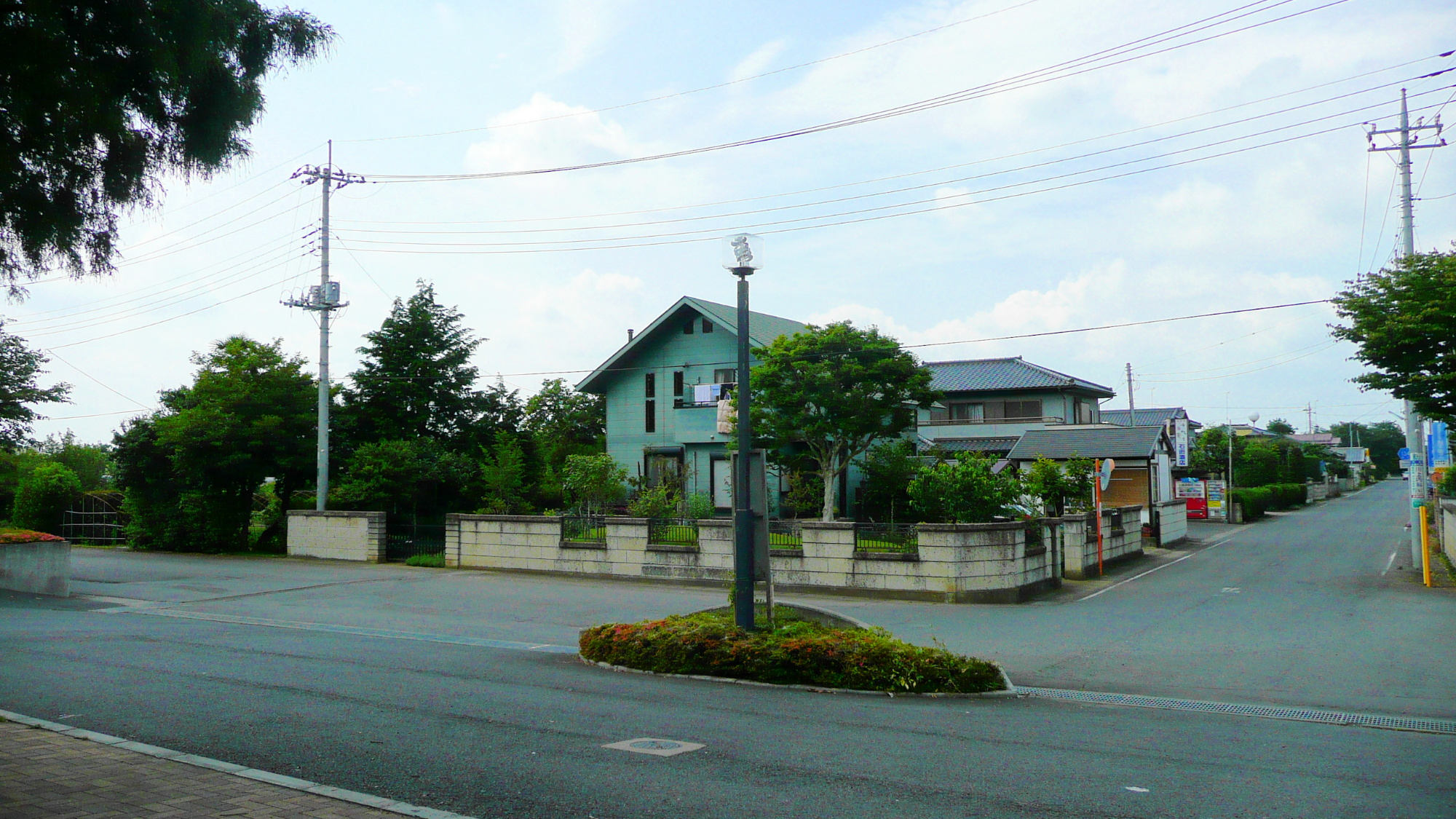
車站大樓（2008年6月）

西田井站（日语：／ Nishidai eki */?）是位於栃木縣真岡市西田井北山778番3號，真岡鐵道的真岡線車站。此站是「SL真岡」停車站。

## 歷史
- 1913年（大正2年）7月11日 - 官設鐵道（國鐵）真岡輕便線（後來為真岡線）車站啟用[1]。
- 1958年（昭和33年）9月10日 - 成為業務委託車站，列車交會設備撤走[1]。
- 1963年（昭和38年）1月10日 - 結束貨物起卸業務[1]。
- 1970年（昭和45年）3月10日 - 成為無人車站[1]。
- 1987年（昭和62年）4月1日 - 伴隨國鐵分割民營化，車站由東日本旅客鐵道（JR東日本）營運。
- 1988年（昭和63年）4月11日 - 真岡線由真岡鐵道接管，成為真岡鐵道線車站[1]。
- 1994年（平成6年）3月14日 - 國鐵時代撤走的列車交會設備復活。
- 1998年（平成10年）3月 - 翻新車站大樓。

## 車站構造
此站是地面車站，設有2面2線的相對式月台。此站是無人車站。茂木方向月台上設有木造上蓋。兩月台之間設有站內平交道。

## 使用狀況
以下為近年乘車人次變化。
| 乘車人員變化 | 乘車人員變化 |
| 年度         | 1日平均人次  |
| ------------ | ------------ |
| 2007         | 23           |
| 2008         | 34           |
| 2009         | 35           |
| 2010         | 23           |
| 2011         | 36           |
| 2012         | 33           |
| 2013         | 30           |
| 2014         | 26           |
| 2015         | 19           |
| 2016         | 25           |
| 2017         | 20           |
| 2018         | 29           |

## 車站周邊
車站設有站前廣場。
- 國道294號（日语：国道294号）
- 栃木縣道134號西田井停車場線（日语：栃木県道134号西田井停車場線）
- 栃木縣道197號西原西田井停車場線（日语：栃木県道197号西原西田井停車場線）
- 真岡西田井郵局
- 西田井站前公民館

## 相鄰車站
真岡鐵道
真岡線
北真岡－西田井－北山

## 注腳
1. 1 2 3 4 5 6  曾根悟（監修）. 朝日新聞出版分冊百科編集部（編集） , 编. . 週刊朝日百科. 21号 関東鉄道・真岡鐵道・首都圏新都市鉄道・流鉄. 朝日新聞出版. 2011-08-07: 18–19 （日语）.
2. ↑  真岡市統計書

## 外部連結
- 西田井站 （页面存档备份，存于）（日語） - 真岡鐵道官方網站